# Bohumil Gregor
Bohumil Gregor (Praga, 14 de julio de 1926 – 4 de noviembre de 2005) fue un director de orquesta checo.
Estudió contrabajo en el Conservatorio de Praga. Hizo su debut como director el 26 de octubre de 1947 en el Divadlo 5. května (Teatro del Cinco de Mayo, ahora Ópera Estatal de Praga).  Dirigió en el Teatro Estatal de Brno (1949-1951), el Teatro Nacional de Praga (1955-1958 y 1962-1966), el Teatro Estatal de Ostrava (1958-1962), la Ópera Real Sueca de Estocolmo (1966-1969)), la Ópera Estatal de Hamburgo (1969-1972), la Ópera De Nederlandse de Ámsterdam (desde 1972) y también en San Francisco, Filadelfia y Washington. En 1999 regresó a la Ópera Estatal de Praga, donde trabajó como director musical hasta 2002. 
Murió en su ciudad natal, donde había dirigido sus últimas representaciones de La zorrita astuta.

## Discografía seleccionada
- Leoš Janáček: From the House of the Dead; Supraphon Music (1964)
- Leoš Janáček: The Makropulos Affair; Supraphon (1966)
- Josef Bayer: Královna Loutek (The fairy doll, ballet); Supraphon (1968)
- Leoš Janáček: Jenůfa highlights; Supraphon (1969)
- Leoš Janáček: Příhody lišky Bystroušky (Tales of Vixen Sharp-Ears); Supraphon (1972)
- Antonín Dvořák: Rusalka (1976), versión de Bella Voce en 1998
- Dittersdorf: 6 Sinfonies Exprimant - Les Metamorphoses d'Ovide, Prague Chamber Orchestra, recorded 1986-87; Supraphon
- Zemlinsky: Lyrische Symphonie (con Karan Armstrong, Ivan Kusnjer, Czech Philharmonic Orchestra), Supraphon, grabado en diciembre de 1987 y abril de 1988.
- Pavel Vranický: Two symphonies, in D major and C minor; Dvořák Chamber Orchestra: Supraphon (grabado en 1988 y 1990)
- Antonín Dvořák: 3 Slavonic Rhapsodies, My Home, Symphonic Variations, A Hero's Song, Scherzo capriccioso; Czech Philharmonic, Supraphon 11 0378-2 (1989)
- George Frideric Handel: Water Music; Supraphon (1993)
- Leoš Janáček: The Cunning Little Vixen; Prague National Theatre Chorus and Orchestra, Supraphon SU 3071-2612 (2003)
- Antonín Dvořák: The Devil and Kate (2003) grabación en vivo no comercial.